# Crisis de los balseros cubanos de 1994
La crisis de los balseros cubanos de 1994, fue la emigración de más de 35.000 cubanos a los Estados Unidos en balsas improvisadas. El éxodo se produjo más de cinco semanas después del Maleconazo en Cuba. Fidel Castro respondió que cualquiera que quisiera salir del país podía hacerlo sin ningún obstáculo. Temiendo un éxodo importante, la administración de Bill Clinton ordena que todos los balseros capturados en el mar sean detenidos en la Base Naval de la Bahía de Guantánamo.

## Historia

### Antecedentes
En 1965 entre el 28 de septiembre y el 15 de noviembre ocurre el primer éxodo hacia Estados Unidos, durante el gobierno de Fidel Castro ocurre la crisis de Camarioca, en embarcaciones privadas salieron de Cuba 2979 exiliados. Posteriormente, en embarcaciones alquiladas por el gobierno de los Estados Unidos, otros 2104 cubanos más saldrían de su país.  En 1980 llegaría el segundo más grande el éxodo del Mariel. Después de la disolución de la Unión Soviética y el comienzo del Período Especial en Cuba, la Guardia Costera de Estados Unidos notó un aumento de balseros de Cuba que intentaban huir a los Estados Unidos. En 1991 hubo 2.203 interceptados y 3.656 interceptados en 1993.

### Éxodo y detención

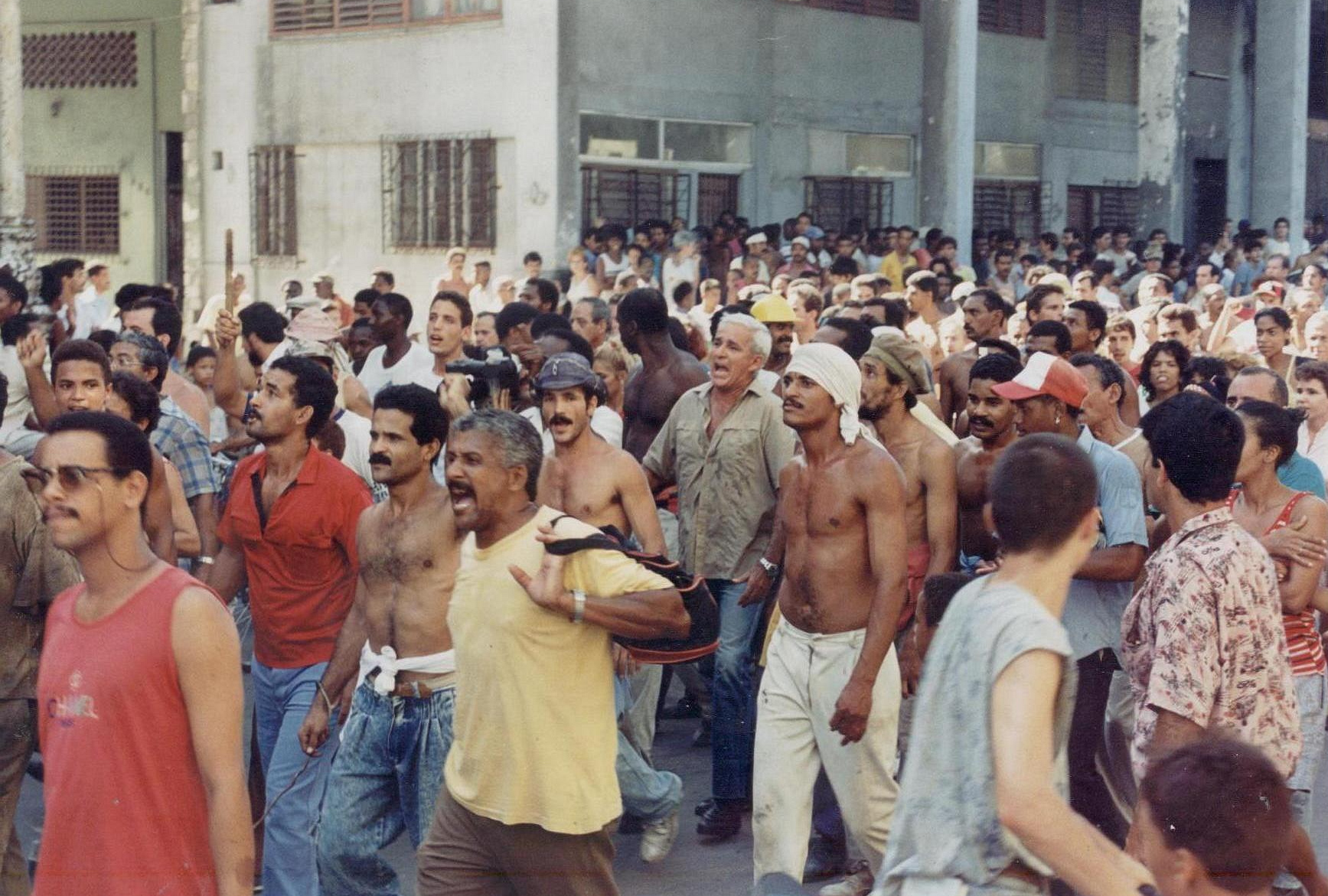
Maleconazo.

En el verano de 1994, varios cubanos comenzaron a irrumpir en consulados y casas de embajadores, así como a secuestrar barcos con la esperanza de abandonar el país. Después de los disturbios del Maleconazo, Fidel Castro anunció que cualquier cubano que deseara salir de la isla podía hacerlo. Alrededor de 5.000 balseros se habían marchado a principios de año, pero después del anuncio alrededor de 33.000 balseros abandonaron la isla. El presidente estadounidense Bill Clinton anunciaría que cualquier balsero interceptado en el mar sería detenido en la Base Naval de la Bahía de Guantánamo. Alrededor de 31.000 balseros serían detenidos en la base. Los cubanos retenidos en la base fueron designados para vivir en una ciudad de tiendas de campaña. A muchos en la base naval les preocupaba que los enviaran de regreso a Cuba en lugar de recibir permiso para ingresar a los Estados Unidos. Se inició una batalla legal sobre el estatus de los refugiados cubanos y los refugiados haitianos que los acompañaron en la Base Naval de Guantánamo. Muchos detenidos cubanos intentarían ser productivos mientras esperaban inactivos e inseguros de su futuro. Algunos detenidos construyeron gimnasios improvisados, galerías de arte, periódicos, estaciones de radio y realizaron lecturas de poesía.

### Cambio de política

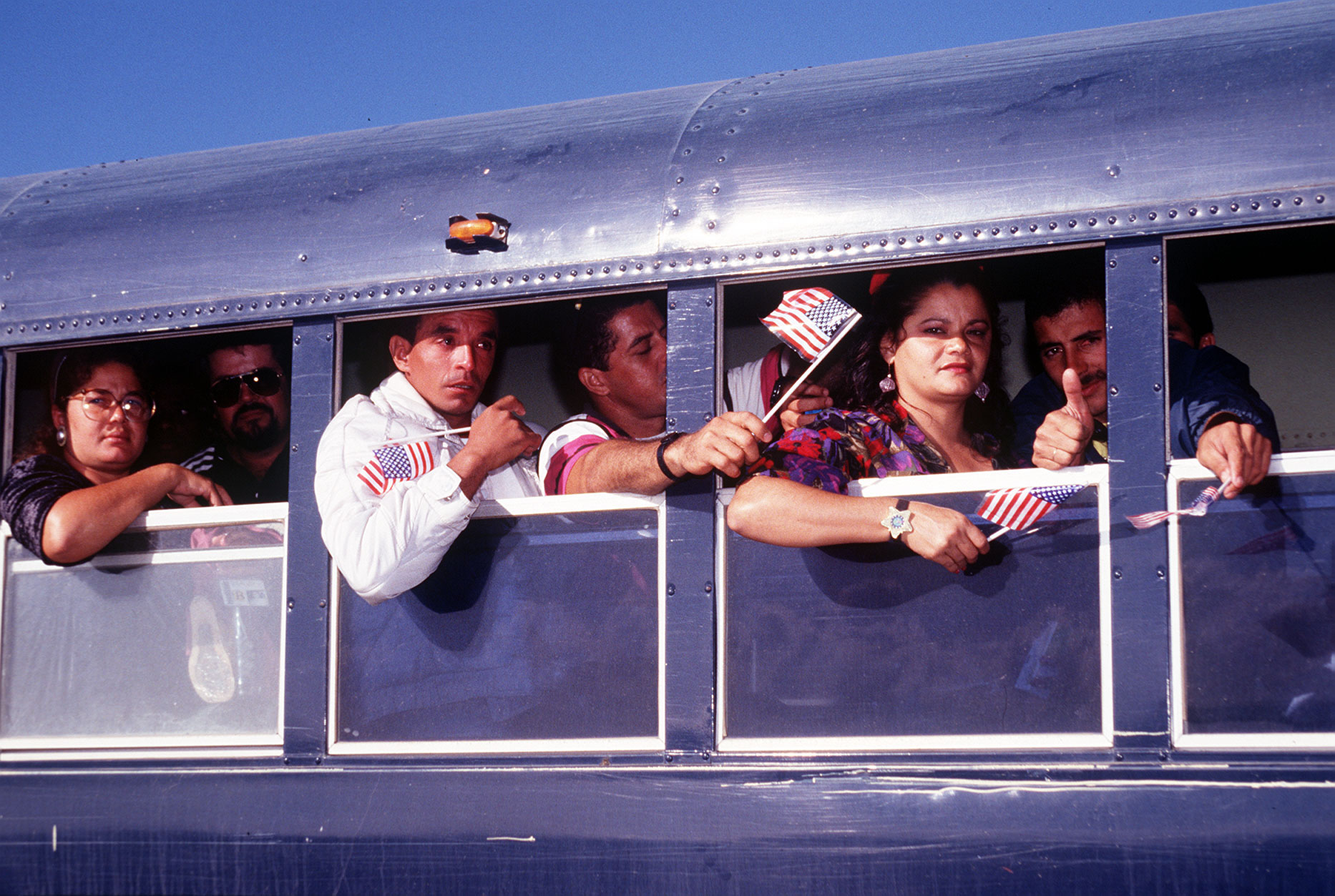
Refugiados cubanos saliendo de la Base Naval de la Bahía de Guantánamo.

El 2 de mayo de 1995, la administración Clinton anunció que la mayoría de los detenidos serían procesados y se les permitiría inmigrar. En respuesta a la crisis, Bill Clinton promulgó la política de pies secos, pies mojados, según la cual sólo se permitiría permanecer a los balseros cubanos que llegaran a suelo estadounidense. Estados Unidos también aprobaría un mínimo de 20.000 visas de inmigración al año para cubanos.